# Macugonalia moesta
Macugonalia moesta är en insektsart som beskrevs av Fabricius 1803. Macugonalia moesta ingår i släktet Macugonalia och familjen dvärgstritar. Inga underarter finns listade i Catalogue of Life.